# 인센티브 프로그램
포상 프로그램은 특정 기간 동안 특별한 집단이 수행하는 프로그램을 통해 어떤 행위나 효과가 향상된다는 것을 의미한다. 특별히 경영 분야에서 포상 프로그램은 고용 직원들의 업무 동기를 유발하고 고객들을 유인하는 것을 의미하기도 한다. 이러한 의미로서의 포상 프로그램은 성과별 지급 프로그램(Pay for Performance)를 뜻하는 경우도 있다.

## 포상 프로그램의 요소
포상 프로그램이 효과적이기 위해서는 동기, 기능, 정보의 인지, 목표 이해 등과 같은 여러 행위에 영향을 미칠 수 있는 모든 요인들을 사전에 관리할 수 있어야 한다. 어떤 기업들은 협상 실패나 낮은 성과, 비협조적인 직원, 저조한 도덕성, 관리 비용 증가 등과 같은 위기상황의 대응수단으로서 포상 프로그램을 이용하기도 한다.

## 같이 보기
- MICE 산업
- 포상 관광